# 第23回日劇學院賞
←第22回 - 第23回 - 第24回→
第23回日劇學院賞是針對1999年十到十二月在日本播出的連續劇做出投票與評比，這一期一共有二十五部連續劇被提名。

## 得獎名單

### 最優秀作品賞
1. 危險關係
2. 冰的世界
3. 美人
4. OUT嬌妻犯罪檔案
5. 團隊

### 主演男優賞
1. 豐川悅司（危險關係）
2. 草剪剛（團隊）
3. 本木雅弘（鄰人偷笑的秘密）

### 主演女優賞
1. 松島菜菜子（冰的世界）
2. 田中美佐子（OUT嬌妻犯罪檔案）
3. 藤原紀香（危險關係）

### 助演男優賞
1. 大澤隆夫（美人）
2. 西村雅彥（團隊）
3. 仲村徹（冰的世界）

### 助演女優賞
1. 常盤貴子（美人）
2. 渡邊惠理子（OUT嬌妻犯罪檔案）
3. 水野美紀（團隊）

### 主題歌賞
1. 珍·波金：無造作紳士（美人）
2. 冰室京介：鑽石星塵（冰的世界）
3. ACO：因喜悅而綻放的花朵（流砂戀人啊）

### 其他
- 新人俳優賞：後藤理沙（超能少年2）
- 最佳服裝賞：藤原紀香（危險關係）
- 腳本賞：野澤尚（冰的世界）
- 監督賞：中江功、木村達昭、水田成英（危險關係）
- 劇中音樂賞：危險關係
- 片頭賞：冰的世界
- 卡司賞：冰的世界
- 電視週刊特別賞：團隊

## 得票結果

### 作品賞

#### 評審投票
1. OUT嬌妻犯罪檔案
2. 危險關係
3. 冰的世界

#### TV記者投票
1. 美人
2. 危險關係
3. 冰的世界

#### 讀者投票
1. 冰的世界
2. 美人
3. 危險關係
4. 團隊
5. OUT嬌妻犯罪檔案
6. 超能少年2
7. 廉價的愛
8. 流砂戀人啊
9. 鄰人偷笑的秘密
10. 元祿繚亂

### 主演男優賞

#### 評審投票
1. 豐川悅司（危險關係）
2. 草剪剛（團隊）
3. 竹野內豐（冰的世界）

#### TV記者投票
1. 豐川悅司（危險關係）
2. 本木雅弘（鄰人偷笑的秘密）
3. 田村正和（美人）

#### 讀者投票
1. 豐川悅司（危險關係）
2. 竹野內豐（冰的世界）
3. 草剪剛（團隊）
4. 田村正和（美人）
5. 本木雅弘（鄰人偷笑的秘密）
6. 反町隆史（廉價的愛）
7. 松岡昌宏（超能少年2）
8. 長瀨智也（流砂戀人啊）
9. 椎名桔平（戀愛詐欺師）
10. 中村勘九郎（元祿繚亂）

### 主演女優賞

#### 評審投票
1. 田中美佐子（OUT嬌妻犯罪檔案）
2. 松島菜菜子（冰的世界）
3. 藤原紀香（危險關係）、鶴田真由（廉價的愛）

#### TV記者投票
1. 松島菜菜子（冰的世界）
2. 田中美佐子（OUT嬌妻犯罪檔案）
3. 藤原紀香（危險關係）

#### 讀者投票
1. 松島菜菜子（冰的世界）
2. 田中美佐子（OUT嬌妻犯罪檔案）
3. 藤原紀香（危險關係）
4. 鶴田真由（廉價的愛）
5. 本上真奈美（流砂戀人啊）
6. 安達祐實（青鳥症候群）
7. 室井滋（友阪理惠之阿達一族）
8. 澤口靖子（科搜研之女）
9. 中村玉緒（來自生命的現場6）
10. 加藤愛（真情姊妹花）

### 助演男優賞

#### 評審投票
1. 西村雅彥（團隊）
2. 大澤隆夫（美人）
3. 萩原健一（元祿繚亂）

#### TV記者投票
1. 大澤隆夫（美人）
2. 仲村徹（冰的世界）
3. 稻垣吾郎（危險關係）

#### 讀者投票
1. 大澤隆夫（美人）
2. 西村雅彥（團隊）
3. 稻垣吾郎（危險關係）
4. 仲村徹（冰的世界）
5. 井之原快彥（超能少年2）
6. 吉澤悠（廉價的愛）
7. 小原裕貴（超能少年2）
8. 及川光博（冰的世界）
9. 東山紀之（元祿繚亂）
10. 金子賢（冰的世界）

### 助演女優賞

#### 評審投票
1. 常盤貴子（美人）
2. 渡邊惠理子（OUT嬌妻犯罪檔案）
3. 水野美紀（團隊）

#### TV記者投票
1. 常盤貴子（美人）
2. 渡邊惠理子（OUT嬌妻犯罪檔案）
3. 水野真紀（鄰人偷笑的秘密）

#### 讀者投票
1. 常盤貴子（美人）
2. 渡邊惠理子（OUT嬌妻犯罪檔案）
3. 水野美紀（團隊）
4. 內田有紀（冰的世界）
5. 奧菜惠（流砂戀人啊）
6. 工藤靜香（超能少年2）
7. 水野真紀（鄰人偷笑的秘密）
8. 篠原涼子（危險關係）
9. 友阪理惠（友阪理惠之阿達一族）
10. （危險關係）

### 主題歌賞

#### 評審投票
1. 珍·波金：無造作紳士（美人）
2. 冰室京介：鑽石星塵（冰的世界）
3. ACO：因喜悅而綻放的花朵（流砂戀人啊）

#### TV記者投票
1. 珍·波金：無造作紳士（美人）
2. 鄉廣美：GOLDFINGER’99（友阪理惠之阿達一族）
3. ACO：因喜悅而綻放的花朵（流砂戀人啊）

#### 讀者投票
1. 冰室京介：鑽石星塵（冰的世界）
2. 珍波金：無造作紳士（美人）
3. 井手麻理子：THERE MUSTBE ANGEL（危險關係）
4. canna：朝著風的方向（團隊）
5. 福山雅治：HEAVEN（OUT嬌妻犯罪檔案）
6. 東京小子：愛之嵐（超能少年2）
7. ACO：因喜悅而綻放的花朵（流砂戀人啊）
8. 北方之光：WILD FLOWER（廉價的愛）
9. 鄉廣美：GOLDFINGER'99（友阪理惠之阿達一族）
10. 彩虹樂團：LOVE FLIES（青鳥症候群）